# Кубок України з футболу серед аматорів 1996—1997
Кубок України з футболу серед аматорських команд 1996—1997 — 1-й розіграш Кубка України серед аматорів. Проводився з 29 вересня 1996 по 8 червня 1997 року. На всіх етапах турніру переможець визначався за підсумками двох матчів.

## Учасники
У розіграші Кубка взяли участь 18 аматорських команд з 17 областей України і міста Києва:
| Команда              | Місто/село             | Область           |
| -------------------- | ---------------------- | ----------------- |
| «Адвіс-Хутровик»     | м. Хмельницький        | Хмельницька       |
| «Будівельник»        | м. Пустомити           | Львівська         |
| «Буревісник-Ельбрус» | м. Кіровоград          | Кіровоградська    |
| «Віжибу»             | м. Берегове            | Закарпатська      |
| «Гідролізник»        | смт Ольшанське         | Миколаївська      |
| «Динамо»             | смт Маневичі           | Волинська         |
| «Домобудівник»       | м. Чернігів            | Чернігівська      |
| «Дружба-Елеватор»    | смт Магдалинівка       | Дніпропетровська  |
| «Звягель-93»         | м. Новоград-Волинський | Житомирська       |
| «Інтеркас»           | м. Київ                | м. Київ           |
| «Кристал»            | с. Пархомівка          | Харківська        |
| «Колос»              | смт Лужани             | Чернівецька       |
| «Моноліт»            | м. Чорноморськ         | Одеська           |
| «Нива»               | м. Теребовля           | Тернопільська     |
| «Пробій»             | м. Городенка           | Івано-Франківська |
| «Рефрижератор»       | м. Фастів              | Київська          |
| «Сілур-Трубник»      | м. Харцизьк            | Донецька          |
| «Слов'янець»         | м. Конотоп             | Сумська           |

Команда «Сілур-Трубник» у 1997 році змінила назву на «Сілур-Динамо».

## Перший етап
Перші матчі цього етапу відбулися 29 вересня, матчі-відповіді — 6 жовтня.
| Команда 1        | Заг. | Команда 2      | Матч 1 | Матч 2 |
| ---------------- | ---- | -------------- | ------ | ------ |
| «Колос»          | 1:1  | «Віжибу»       | 1:1    | −:+    |
| «Звягель-93»     | 1:4  | «Інтеркас»     | 0:0    | 1:4    |
| «Рефрижератор»   | 1:2  | «Домобудівник» | 0:1    | 1:1    |
| «Адвіс-Хутровик» | 0:0  | «Нива»         | 0:0    | −:+    |
| «Слов'янець»     | 2:2  | «Кристал»      | 2:2    | 0:0    |

| 29 вересня 1996 |

| «Колос»   | 1:1      | «Віжибу»   |
| --------- | -------- | ---------- |
| Сивка 70' | протокол | Мароші 88' |

| Лужани, стадіон «Колос» Глядачів: 400 Арбітр: Ярослав Вересюк (Тернопіль) |

| 29 вересня 1996 |

| «Звягель-93» | 0:0      | «Інтеркас» |
| ------------ | -------- | ---------- |
|              | протокол |            |

| Новоград-Волинський, стадіон «Авангард» Глядачів: 500 Арбітр: Олег Штика (Біла Церква) |

| 29 вересня 1996 |

| «Рефрижератор» | 0:1      | «Домобудівник» |
| -------------- | -------- | -------------- |
|                | протокол | Чіпак 86'      |

| Фастів, стадіон «Машинобудівник» Глядачів: 200 Арбітр: Юрій Щербак (Київ) |

| 29 вересня 1996 |

| «Адвіс-Хутровик» | 0:0      | «Нива» |
| ---------------- | -------- | ------ |
|                  | протокол |        |

| Хмельницький, стадіон «Адвіс» Глядачів: 300 Арбітр: Роман Гамаль (Чернівці) |

| 29 вересня 1996 |

| «Слов'янець»                         | 2:2      | «Кристал»                |
| ------------------------------------ | -------- | ------------------------ |
| Паляниця 11' (пен.) Аллахвердієв 85' | протокол | Плужник 25' Бойченко 70' |

| Конотоп, стадіон «Авангард» Глядачів: 300 Арбітр: Олександр Борисенко (Ніжин) |

| 6 жовтня 1996 |

| «Віжибу» | +:−      | «Колос» |
| -------- | -------- | ------- |
|          | протокол |         |

| Берегове, стадіон «Зоря» |

Неявка «Колоса».
| 6 жовтня 1996 |

| «Інтеркас»                                   | 4:1      | «Звягель-93» |
| -------------------------------------------- | -------- | ------------ |
| Малий 1' Теодорович 42' Малий 62' Вінцюк 75' | протокол | Іванчук 51'  |

| Київ, запасне поле НСК «Олімпійський» Глядачів: 100 Арбітр: Віктор Сусло (Харків) |

| 6 жовтня 1996 |

| «Домобудівник» | 1:1      | «Рефрижератор» |
| -------------- | -------- | -------------- |
| Аринін 11'     | протокол | Демченко 49'   |

| Чернігів, стадіон «Хімік» Глядачів: 50 Арбітр: Сергій Корнійко (Миргород) |

| 6 жовтня 1996 |

| «Нива» | +:−      | «Адвіс-Хутровик» |
| ------ | -------- | ---------------- |
|        | протокол |                  |

| Теребовля, стадіон «Колос» |

Неявка «Адвіса-Хутровика».
| 6 жовтня 1996 |

| «Кристал» | 0:0      | «Слов'янець» |
| --------- | -------- | ------------ |
|           | протокол |              |

| Котельва, стадіон «Колос» Глядачів: 500 Арбітр: Віктор Федан (Олександрія) |

## Другий етап

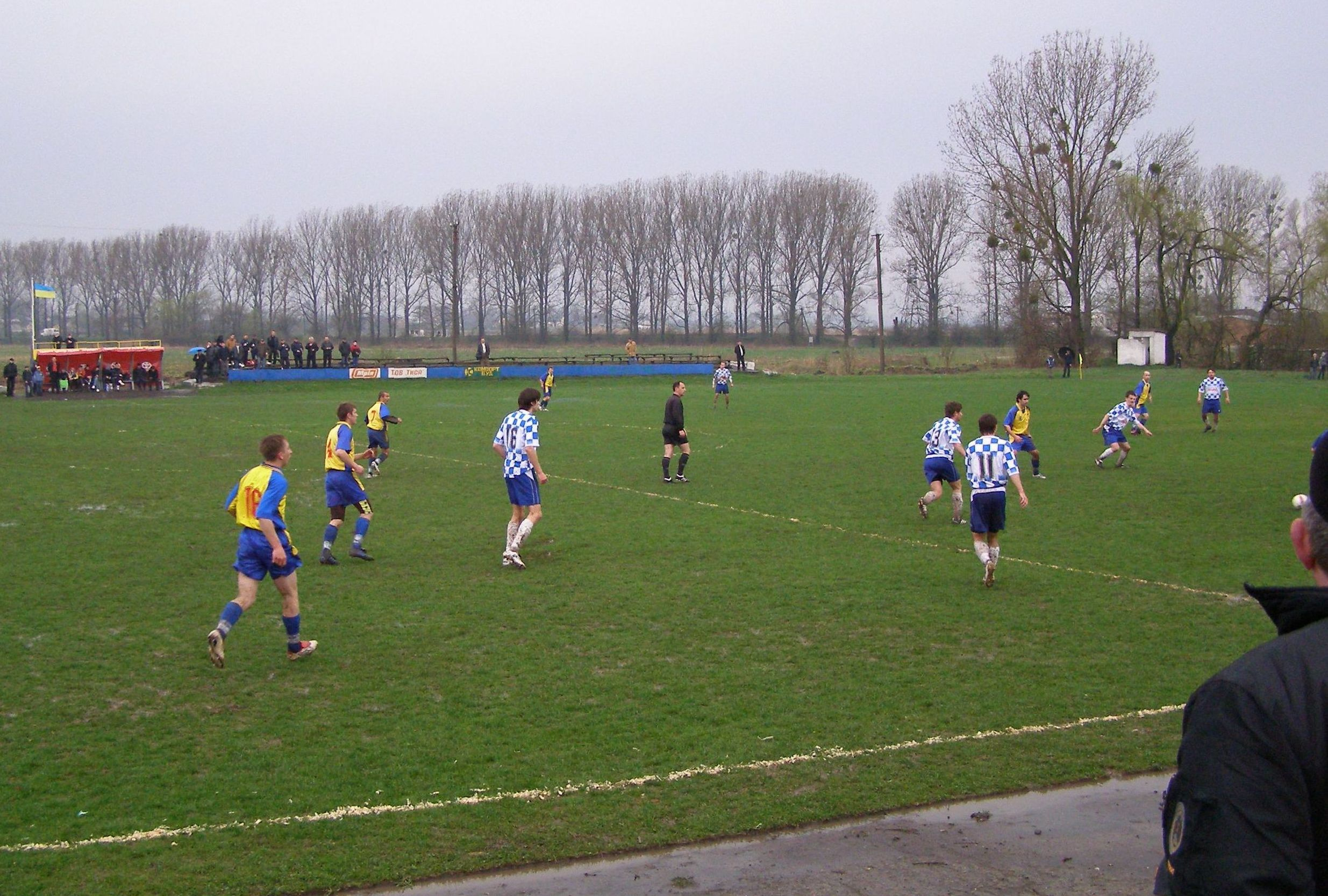
Стадіон «Будівельник» у Пустомитах

Перші матчі відбулися 20 жовтня, матчі-відповіді — 27 жовтня 1996 року.
| Команда 1       | Заг. | Команда 2            | Матч 1 | Матч 2 |
| --------------- | ---- | -------------------- | ------ | ------ |
| «Віжибу»        | 1:2  | «Пробій»             | 1:0    | 0:2    |
| «Інтеркас»      | 5:2  | «Динамо»             | 3:1    | 2:1    |
| «Нива»          | 6:4  | «Будівельник»        | 4:3    | 2:1    |
| «Гідролізник»   | 4:1  | «Моноліт»            | 1:1    | 3:0    |
| «Сілур-Трубник» | 4:2  | «Буревісник-Ельбрус» | 1:0    | 3:2    |

| 20 жовтня 1996 |

| «Віжибу»          | 1:0      | «Пробій» |
| ----------------- | -------- | -------- |
| Боднар 41' (пен.) | протокол |          |

| Берегове, стадіон «Зоря» Глядачів: 1100 Арбітр: Богдан Шумський (Львів) |

| 20 жовтня 1996 |

| «Інтеркас»                           | 3:1      | «Динамо»           |
| ------------------------------------ | -------- | ------------------ |
| Малий 35' Теодорович 57' Басараб 78' | протокол | Басараб 76' (авт.) |

| Київ, запасне поле НСК «Олімпійський» Глядачів: 100 Арбітр: Ігор Овчар (Івано-Франківськ) |

| 20 жовтня 1996 |

| «Нива»                                               | 4:3      | «Будівельник»                               |
| ---------------------------------------------------- | -------- | ------------------------------------------- |
| Ющенко 48' Рикун 55' В.Сороцький 60' В.Сороцький 63' | протокол | Сидловський 60' Семочко 75' Сидловський 86' |

| Теребовля, стадіон «Колос» Глядачів: 600 Арбітр: Євген Геренда (Калуш) |

| 20 жовтня 1996 |

| «Гідролізник» | 1:1      | «Моноліт»  |
| ------------- | -------- | ---------- |
| Хасап 4'      | протокол | Говера ??' |

| Ольшанське, стадіон МГЗД Глядачів: 500 Арбітр: Віктор Федан (Олександрія) |

| 20 жовтня 1996 |

| «Сілур-Трубник» | 1:0      | «Буревісник-Ельбрус» |
| --------------- | -------- | -------------------- |
| Булгаков 7'     | протокол |                      |

| Харцизьк, стадіон «Сталеканатник» Глядачів: 300 Арбітр: В'ячеслав Валуєв (Запоріжжя) |

| 27 жовтня 1996 |

| «Пробій»              | 2:0      | «Віжибу» |
| --------------------- | -------- | -------- |
| Кузик 27' Гуцуляк 66' | протокол |          |

| Городенка, стадіон «Колос» Глядачів: 5000 Арбітр: Олексій Лазенко (Чернівці) |

| 27 жовтня 1996 |

| «Динамо»  | 1:2      | «Інтеркас»           |
| --------- | -------- | -------------------- |
| Росюк 44' | протокол | Малий 29' Вінцюк 48' |

| Маневичі, стадіон «Авангард» Глядачів: 1000 Арбітр: Іван Кувик (Ужгород) |

| 27 жовтня 1996 |

| «Будівельник» | 1:2      | «Нива»                |
| ------------- | -------- | --------------------- |
| Семочко 40'   | протокол | Ющенко 53' Триліх 73' |

| Пустомити, стадіон «Будівельник» Глядачів: 1500 Арбітр: Степан Талапко (Ужгород) |

| 27 жовтня 1996 |

| «Моноліт» | 0:3      | «Гідролізник»                     |
| --------- | -------- | --------------------------------- |
|           | протокол | Васєв 54' Палешев 60' Морозов 62' |

| Чорноморськ, стадіон ІСРЗ Глядачів: 200 Арбітр: Сергій Єрмолов (Вінниця) |

| 27 жовтня 1996 |

| «Буревісник-Ельбрус»            | 2:3      | «Сілур-Трубник»                    |
| ------------------------------- | -------- | ---------------------------------- |
| Зайцев 69' Самофалов 80' (пен.) | протокол | Акулінін 20' Заєв 57' Акулінін 57' |

| Знам'янка, стадіон «Локомотив» Глядачів: 350 Арбітр: Олег Орєхов (Київ) |

## Чвертьфінали

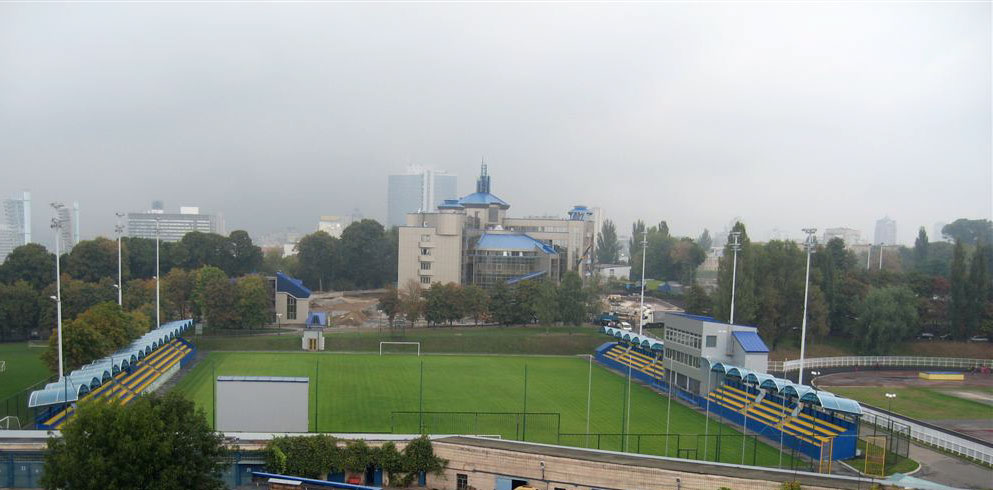
Запасне поле НСК «Олімпійський».

Перші матчі 1/4 фіналу відбулися 6 квітня, матчі-відповіді — 20 квітня 1997 року.
| Команда 1         | Заг. | Команда 2      | Матч 1 | Матч 2 |
| ----------------- | ---- | -------------- | ------ | ------ |
| «Інтеркас»        | 3:2  | «Пробій»       | 2:1    | 1:1    |
| «Домобудівник»    | 2:1  | «Нива»         | 1:0    | 1:1    |
| «Дружба-Елеватор» | 2:1  | «Гідролізник»  | 2:0    | 0:1    |
| «Кристал»         | 2:2  | «Сілур-Динамо» | 0:1    | 2:1    |

| 6 квітня 1997 |

| «Інтеркас»                   | 2:1      | «Пробій»    |
| ---------------------------- | -------- | ----------- |
| Кузнецов 6' (пен.) Малий 57' | протокол | Гуцуляк 62' |

| Київ, запасне поле НСК «Олімпійський» Глядачів: 300 Арбітр: Віктор Сусло (Харків) |

| 6 квітня 1997 |

| «Домобудівник» | 1:0      | «Нива» |
| -------------- | -------- | ------ |
| Команда 12'    | протокол |        |

| Чернігів, стадіон ім. Юрія Гагаріна Глядачів: 500 Арбітр: Олег Штика (Біла Церква) |

| 6 квітня 1997 |

| «Дружба-Елеватор»     | 2:0      | «Гідролізник» |
| --------------------- | -------- | ------------- |
| Гревцов 16' Жирко 23' | протокол |               |

| Магдалинівка, стадіон «Колос» Глядачів: 500 Арбітр: Олександр Косолапов (Харків) |

| 6 квітня 1997 |

| «Кристал» | 0:1      | «Сілур-Динамо» |
| --------- | -------- | -------------- |
|           | протокол | Піхальонок 65' |

| Котельва, стадіон «Колос» Глядачів: 500 Арбітр: Володимир Тютюнник (Київ) |

| 20 квітня 1997 |

| «Пробій»      | 1:1      | «Інтеркас»  |
| ------------- | -------- | ----------- |
| Борисевич 35' | протокол | Басараб 53' |

| Городенка, стадіон «Колос» Глядачів: 6000 Арбітр: Юрій Холявко (Львів) |

| 20 квітня 1997 |

| «Нива»     | 1:1      | «Домобудівник» |
| ---------- | -------- | -------------- |
| Мацюпа 53' | протокол | Команда 15'    |

| Теребовля, стадіон «Колос» Глядачів: 2000 Арбітр: Петро Токарев (Ужгород) |

| 20 квітня 1997 |

| «Гідролізник»     | 1:0      | «Дружба-Елеватор» |
| ----------------- | -------- | ----------------- |
| Романов 8' (пен.) | протокол |                   |

| Ольшанське, стадіон «Гідролізник» Глядачів: 300 Арбітр: Віктор Мякишев (Севастополь) |

| 20 квітня 1997 |

| «Сілур-Динамо» | 1:2      | «Кристал»           |
| -------------- | -------- | ------------------- |
| Кретов 15'     | протокол | Муковоз 31' Циб 36' |

| Макіївка, стадіон «Бажановець» Глядачів: 200 Арбітр: Олег Саліхов (Дніпропетровськ) |

## Півфінали
Перші матчі півфіналу відбулися 4 і 7 травня, матчі-відповіді — 18 і 21 травня 1997 року.
| Команда 1  | Заг. | Команда 2         | Матч 1 | Матч 2 |
| ---------- | ---- | ----------------- | ------ | ------ |
| «Кристал»  | 2:2  | «Дружба-Елеватор» | 1:0    | 1:2    |
| «Інтеркас» | 1:3  | «Домобудівник»    | 0:0    | 1:3    |

| 4 травня 1997 |

| «Кристал» | 1:0      | «Дружба-Елеватор» |
| --------- | -------- | ----------------- |
| Майор 69' | протокол |                   |

| Котельва, стадіон «Колос» Глядачів: 800 Арбітр: Андрій Шуренков (Суми) |

| 7 травня 1997 |

| «Інтеркас» | 0:0      | «Домобудівник» |
| ---------- | -------- | -------------- |
|            | протокол |                |

| Київ, стадіон «Більшовик» Глядачів: 100 Арбітр: Сергій Ліхотворік (Черкаси) |

| 18 травня 1997 |

| «Дружба-Елеватор»   | 2:1      | «Кристал» |
| ------------------- | -------- | --------- |
| ????? ??' ????? ??' | протокол | ????? ??' |

| Магдалинівка, стадіон «Колос» Глядачів: 700 Арбітр: Володимир Шеховцов (Донецьк) |

| 21 травня 1997 |

| «Домобудівник»                     | 3:1      | «Інтеркас» |
| ---------------------------------- | -------- | ---------- |
| Аринін 45' Приступа 59' Аринін 70' | протокол | Комков 17' |

| Чернігів, стадіон «Хімік» Глядачів: 500 Арбітр: Олександр Кран (Харків) |

## Фінал
Матчі фіналу відбулися 1 і 8 червня 1997 року.
| Команда 1      | Заг. | Команда 2 | Матч 1 | Матч 2 |
| -------------- | ---- | --------- | ------ | ------ |
| «Домобудівник» | 3:1  | «Кристал» | 1:1    | 2:0    |

| 1 червня 1997 |

| «Домобудівник» | 1:1      | «Кристал» |
| -------------- | -------- | --------- |
| ????? ??'      | протокол | ????? ??' |

| Чернігів, стадіон ім. Гагаріна Глядачів: 400 Арбітр: Сергій Дзюба (Київ) |

| 8 червня 1997 |

| «Кристал» | 0:2      | «Домобудівник»      |
| --------- | -------- | ------------------- |
|           | протокол | ????? ??' ????? ??' |

| Пархомівка, стадіон «Колос» Глядачів: 6200 Арбітр: Іван Житнюк (Сімферополь) |

| Володар Кубка України 1996/1997 серед аматорів |
| ---------------------------------------------- |
| «Домобудівник» Уперше                          |

## Найкращі бомбардири
| Місце | Гравець        | Клуб           | Ігри | Голи |
| ----- | -------------- | -------------- | ---- | ---- |
| 1     | Андрій Малий   | «Інтеркас»     | 8    | 5    |
| 2     | Віталій Аринін | «Домобудівник» | 7    | 3    |